# Copeland (Kansas)
Pour les articles homonymes, voir Copeland.
Copeland est une ville américaine située dans le comté de Gray, au Kansas. Selon le recensement de 2020, sa population est de 251 habitants.